# 重子数
重子数是粒子物理学中定义的一个量子数，常用 B 来表示。规定重子的重子数为 +1，反重子的重子数为 -1，其他粒子如轻子、介子、规范玻色子的重子数为 0。
根据夸克禁闭，组成粒子的夸克的色荷总和必须为零（即白色）。正常强子实现色荷为白色有三种方式：
- 某种颜色的夸克与有着对应反颜色的反夸克，组成一个介子，其重子数为0；
- 三种不同颜色的夸克组成一个重子，其重子数为1；
- 三种不同反颜色的反夸克组成一个反重子，其重子数为-1

由于重子数这一概念是在夸克模型之前就被公认，所以粒子物理学没有修改重子数的定义，而是把夸克的重子数定义为1/3。重子数守恒实际上是夸克数守恒。
奇异强子是在强子基础上增加具有匹配颜色-反颜色的夸克对形成。如五夸克态由匹配的能组成重子的三个夸克与匹配的能组成介子的一对夸克-反夸克组成，其重子数为1。四夸克态由能组成介子的两对夸克-反夸克组成，其重子数为0。

## 重子数守恒律
重子数是一个相加性量子数，在粒子物理学中，反应之前各粒子的重子数之和等于反应之后各粒子的重子数之和，这就是重子数守恒定律。
重子数守恒定律对于强相互作用、弱相互作用、电磁相互作用都是成立的，违反重子数守恒定律的反应是严格禁戒的。
重子数守恒定律的一个推论是在反应中，重子和反重子对是同时产生或湮灭的。
不过，重子数守恒定律在粒子物理学标准模型中是近似成立的，在极端条件下（如宇宙大爆炸初期），一个重子可以变成若干个轻子，从而破坏了重子数守恒与轻子数守恒。质子的衰变就是这样一个例子，虽然人类还从来没观测到这一现象。

## 参阅
- 重子不對稱性
- 重子
- 盖尔曼-西岛关系